# 2015年の大韓民国
2015年の大韓民国 （2015ねんのだいかんみんこく）では、2015年（檀紀4348年）の大韓民国に関する出来事について記述する。

## 国家元首等
- 大統領
  - 第18代: 朴槿恵 （2013年2月25日 - 2016年12月9日権限停止、2017年3月10日罷免）
- 国務総理
  - 第42代: 鄭烘原 （2013年2月26日 - 2015年2月17日）
  - 第43代: 李完九 （2015年2月17日 - 2015年4月27日）
  - 国務総理権限代行: 崔炅煥 （2015年4月27日 - 2015年6月18日）
  - 第44代: 黄教安 （2015年6月18日 - 2017年5月11日）

## できごと

### 3月
- 3月5日 - リッパート駐韓大使襲撃事件。ソウルでアメリカ合衆国駐韓大使マーク・リッパートを暴漢が襲撃。リッパート大使は重傷を負った。

### 5月
- 5月20日 - 中東地域からの帰国後、発症し入院していた男性の感染症がMERS（中東呼吸器症候群）と判明。韓国におけるMERSの流行の始まり。

### 10月
- 10月1日 - 慶尚南道昌原市のバス停で、40代の日本人女性がバスから降車しようとしたところ、運転手がこの女性を見落として発進し、女性は転倒し後頭部に全治2週間の怪我を負った。昌原西部警察署は乗客墜落防止義務違反容疑で調べる方針[1]。

### 11月
- 11月14日 - 2015年11月大韓民国民衆総決起（朝鮮語版）。

### 12月
- 12月28日 - 慰安婦問題の最終かつ不可逆的な解決を示した日韓両政府による慰安婦問題日韓合意の締結[2]。

## 周年
- 6月22日 - 日韓基本条約締結から50年。